# スーパー・クルックス
『スーパー・クルックス』（英語: Supercrooks）は、アメリカのグラフィックノベル。2021年にアニメ化された。

## 概要
『キックアス』『キングスマン』などで知られるマーク・ミラーが原作、アーティストのレイニル・フランシス・ユーが作画を担当している。
ヴィラン1人に対しヒーローが5人いるようなヒーロー供給過多の世界を舞台に、落ちぶれたヴィランが究極のメンバーを集めて一発逆転の大勝負に挑むクライムアクション。

## スタッフ
- クリエイティブチーム
  - ストーリー - マーク・ミラー
  - ペンシラー - レイニル・フランシス・ユー
  - インカー - ジェリー・アランギラン
  - カラーリスト – サニー・ゴー
- 出版社 - Icon Comics

## Webアニメ
『スーパー・クルックス』（英語: SUPER CROOKS）は、同名のアメリカン・コミックスを原作とするアニメ作品。Netflixで2021年11月25日より全世界独占配信された。
日本のアニメスタジオ、ボンズが制作を手掛け、監督を堀元宣が務めた。堀にとって一人で監督を務めるのは初であり、ボンズにとっては、2019年にNetflixと包括的業務提携を結んで以降、第1弾となる作品。
佐藤大がシリーズ構成、三谷高史がキャラクターデザイナーとして参加。1話30分、全13話。

### あらすじ
スーパーヴィラン（特殊能力による犯罪者）よりもスーパーヒーローが遥かに多い国、アメリカ。ヴィランとしての仕事を貰える代わりに報酬の上前をはねられる巨大犯罪組織「ネットワーク」の存在もあり、もはやこの国でヴィランとして成功するのは非常に難しくなっていた。そんな中、何度捕まっても性懲りもなく刹那的に小さな犯罪を重ねるB級ヴィラン「ジョニー・ボルト」は、同じくヴィランであるガールフレンドの「ケイシー・アン」に誘われ、スーパーヒーローたちやネットワークすら出し抜いた一大計画を実行するが……

### 登場人物

#### ヴィラン
ジョニー・ボルト
声 - 津田健次郎
能力 - 電気ショック
主人公。少年時代に能力に目覚め、スーパーヒーローを目指すも、図らずも大惨事を引き起こしてしまい、失意の中でヴィランとして生きていくことを決意する。電気の放出によって生物を感電させたり、電子機械を操作したりすることが出来る。ヒーローを目指していた頃と変わらず、スーパーヴィランとしても「本物」であることに拘るが、刹那的な快楽を求めてリスキーで報酬の少ない犯罪ばかりを繰り返していた。お調子者かつ下品な性格だが、ガールフレンドのケイシーへの愛は本物。

ケイシー・アン
声 - 坂本真綾
能力 - 意識操作
ジョニーの恋人。普段は能力を用いず、ヴィーガン用レストランで働きながら普通の生活を送っている。元はストリート・チルドレンであり、能力を用いた犯罪で生計を立てていたが、仲間たちは能力を恐れて離れてしまい、天涯孤独の身であった。その後カーマインと出会い、ヴィランとして「上手く」生きていくための方法を教わっていく。現実主義であり、何度も犯罪に手を染めながらその日暮らしをするよりも何か一つ「デカいヤマ」を当て、その後で悠々自適の生活を送りたいと考えている。
カーマイン
声 - 木村靖司
能力 - 光線銃
表向きはクリーニング店を営む老人であるが、その正体は「最初のヴィラン」と呼ばれた伝説のスーパー・ヴィラン「ザ・ヒート」。ギャング全盛の時代、大物ヴィランである「ザ・バスタード」や「カウント・オーロック」らと共にヴィラン・ブラザーズと呼ばれる巨大組織を立ち上げた。ケイシーの師でもあり、彼女経由でジョニーに「デカいヤマ」を持ちかける。

ジョシュ
声 - 諏訪部順一
能力 - ザ・ゴースト
カーマインの仲間。どんなものも通り抜けることが出来る能力を持つ。女性には基本的に紳士的な立ち振る舞いだが、男性に対しては人を見下したような態度を取る為しばしばジョニーと衝突する。

TK・マッケイブ
声 - 竹本英史
能力 - テレキネシス
カーマインの仲間。物体を宙に浮かせて自在に操る能力の持ち主。妻子持ち。堅実なようでいて実はけっこう抜けてる性格。
スーパーヴィラン専用の刑務所：スーパーマックスへの投獄経験がありジョニーとはそこで会ったことがある。

ロディ・ディーゼル
声 - 稲田徹
能力 - 自己再生
カーマインの仲間。弟のサミーと共に有名ヴィラン・デーゼル兄弟を自称する。どんなに体を切り刻まれても再生する自己再生能力を持つ。腕っぷしも強く豪快な性格だが実はとある分野で学位を取るほどのインテリ。

サミー・ディーゼル
声 - 木村昴
能力 - 自己再生
カーマインの仲間。兄ロディと同じく自己再生能力を持つ。常に生気のない目で下卑た笑みを浮かべており、放送禁止用語を放ったり中指を立てるジェスチャーをするなど、ひときわ粗野で下品な行動が目立つ。

フォアキャスト
声 - KENN
能力 - 天候操作
カーマインの仲間。天候を操作することができる。ひょうきんな性格。普段はホームレスとして生活している。荒事にはあまり強くないものの、能力を活かして傘屋を営むなどヴィランらしくずる賢い一面を持つ。

#### ユニオン・オブ・ジャスティス
同じくマーク・ミラー氏が原作を手掛ける「ジュピターズ・レガシー」に登場するヒーロー達によって構成されたジャスティス・チーム。
プレトリアン
声 - 羽多野渉
能力 - ランダム
西海岸で人気のスーパーヒーロー。200種類の能力を使用出来る。ただし、どの能力が出るかはランダムであるため、次に何が使えるかは本人にも分からない。
ヒーローらしからぬサディスティックな性格で、必要以上にヴィランを痛めつけることで有名。とある人物との関わりから、ジョニーたちの前に幾度となく立ちふさがる。

グラディエーター
声 - ピエール瀧
能力 - スーパーパワー
トップヒーローでも1、2を争う実力を持ち、ヴィランから恐れられている。その実績から国内でも人気が高いが、ある秘密を抱えており、それが原因でジョニーたちの引き起こす事件に大きく巻き込まれていく。

#### ネットワーク
スーパーヴィラン達を総括する巨大犯罪組織。仕事を与える代わりに報酬から上前を撥ね、失敗しても個人の責任となるためヴィランにはあまり良い条件ではないことがほとんどだが、現在のヴィラン業界ではヒーローの数などの理由からここに所属していない限りヴィランとして生きていくことがほとんど不可能であるため在籍するヴィランは多い。
クリストファー・マッツ
声 - 家中宏
能力 - ザ・バスタード
遠く離れた場所から人間の頭部を破壊する恐ろしい能力を持ち、その力で巨大犯罪組織「ネットワーク」を作り上げた組織のボス。裏切り者に対して非常に手の込んだ復讐を行う残虐な性格。
かつてカーマイン-「ザ・ヒート」らと共にギャング組織「ヴィラン・ブラザーズ」を立ち上げた過去を持つ。
サラマンダー
声 - 江川央生
マッツの部下で腰巾着。本編終盤からはマッツが引退を宣言している為、ネットワークのボスの座を継ぐことが決定している。
能力者であるかは不明。

### スタッフ
- 原作 - マーク・ミラー、レイニル・ユー
- 原案 -マーク・ミラー
- 監督 - 堀元宣
- シリーズ構成 - 佐藤大
- キャラクター原案 - レイニル・ユー
- キャラクターデザイン - 三谷高史
- コンセプトデザイン - ブリュネ・スタニスラス
- 美術監督 - 河野羚
- 色彩設計 - 中山しほ子
- 撮影監督 - 神林剛
- 3DCG監督 - 安東容太
- 編集 - 坂本久美子
- 音響監督 - 山田陽
- 音楽 - TOWA TEI
- エグゼクティブプロデューサー - マーク・ミラー、南雅彦、許瑠伊
- プロデューサー - 大薮芳広
- アニメーション制作 - ボンズ

### 音楽

#### サウンドトラック
劇伴音楽はTOWA TEIが担当。
『SUPER CROOKS （SOUNDTRACK FROM THE NETFLIX SERIES）』
サウンドトラック盤。2021年11月27日にリリース。

#### 主題歌
「ALPHA」
Towa Tei with Taprikk Sweezeeによるオープニングテーマ。
「Sugar」
Towa Tei with UAによるエンディングテーマ。

### 各話リスト
| 話数 | サブタイトル         |
| ---- | -------------------- |
| I    | Electro Boy          |
| II   | Kasey                |
| III  | Man Mountain         |
| IV   | The Praetorian       |
| V    | The Heat             |
| VI   | The Gladiator        |
| VII  | The Supermax         |
| VIII | The Union of Justice |
| IX   | Count Orlok          |
| X    | Carmine              |
| XI   | Casino Grand Granite |
| XII  | The Bastard          |
| XIII | SUPER CROOKS         |